# Christian Cassius (Jurist, 1609)
Christian Cassius (* 8. Juli 1609 in Schleswig; † 6. Oktober 1676 in Eutin) war ein deutscher Verwaltungsbeamter und Kanzleidirektor dreier Fürstbischöfe von Lübeck.

## Leben
Christian Cassius war ein Sohn des herzoglich gottorpischen Sekretärs Andreas Cassius, der aus Pommern stammte. Er besuchte die Domschule Schleswig und das Akademische Gymnasium in Hamburg. Von 1628 bis 1631 studierte er Philologie, Geschichte und Politik in Paris, wo er im Hause des schwedischen Gesandten Hugo Grotius lebte. 1632 ging er an die Universität Leiden, wo er durch Grotius’ Empfehlungen bei Daniel Heinsius und Claudius Salmasius freundliche Aufnahme fand. 1633 kehrte er nach Schleswig-Holstein zurück und trat 1634 nach weiteren Reisen in den Dienst des Lübecker Fürstbischofs Johann, zuerst als Kammer-Sekretär. 1638 wurde er Rat, 1644 Geheimrat und Kanzlei-Direktor. In dieser Stellung diente er auch den Nachfolgern von Bischof Hans, Christian Albrecht und August Friedrich. Er vertrat den Eutiner Hof in mehreren diplomatischen Missionen, darunter 1647 und 1648 nach Osnabrück zu den Verhandlungen, die zum Westfälischen Frieden führten und in denen es ihm zusammen mit David Gloxin gelang, den Bestand des nun einzigen protestantischen Fürstbistums zu sichern, und 1653 zum Reichstag nach Regensburg.
Johann Heinrich Meibom widmete ihm seinen Tractus de usu flagrorum in re Medica & Veneria, eine medizinische Würdigung der Flagellation.

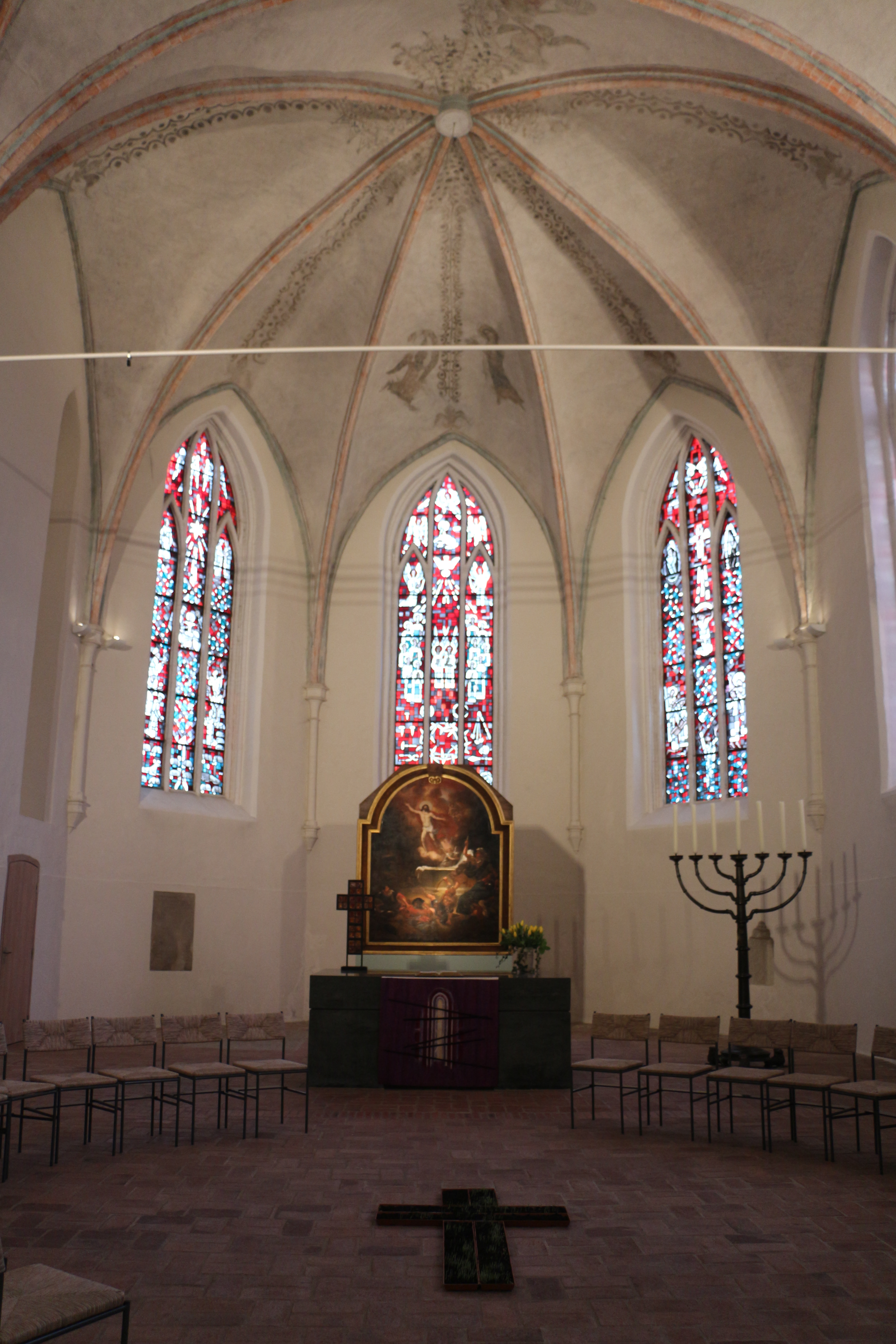
Cassius-Altar von Jürgen Ovens in der Eutiner Kirche

Cassius war zugleich Dekan des Kollegiatstifts St. Michael in Eutin. Für die Kollegiatstiftskirche St. Michaelis stiftete er 1667 den später nach ihm benannten Cassius-Altar mit von Jürgen Ovens gemalten Bildern des Abendmahls (Predella) und der Auferstehung Christi. Der nur in Teilen erhaltene Altar befand sich lange im Ostholstein-Museum Eutin. Seit der Neugestaltung des Altarraums 2007 sind beide Gemälde wieder in der Michaeliskirche aufgestellt.
Christian Cassius war dreimal verheiratet:
1. 1638 mit Margaretha Elisabeth Busse/Bussius († 1641), Tochter des gottorpischen Kanzlers Theodor Bussius (1584–1631) und der Anna, geb. Clinge
2. 11. Juli 1644 mit Anna Lüneburg (* 2. Oktober 1605; † 30. Januar 1673), Witwe des fürstbischöflichen Kanzlers Martin Gerdes (1597–1643), Tochter des Lübecker Ratsherrn Hieronymus Lüneburg († 1633) und der Cæcilia, geb. Wibbeking
3. 1674 mit Margaretha von Dorne, Tochter des brandenburgischen Rates Hieronymus von Dorne